# Военно издателство

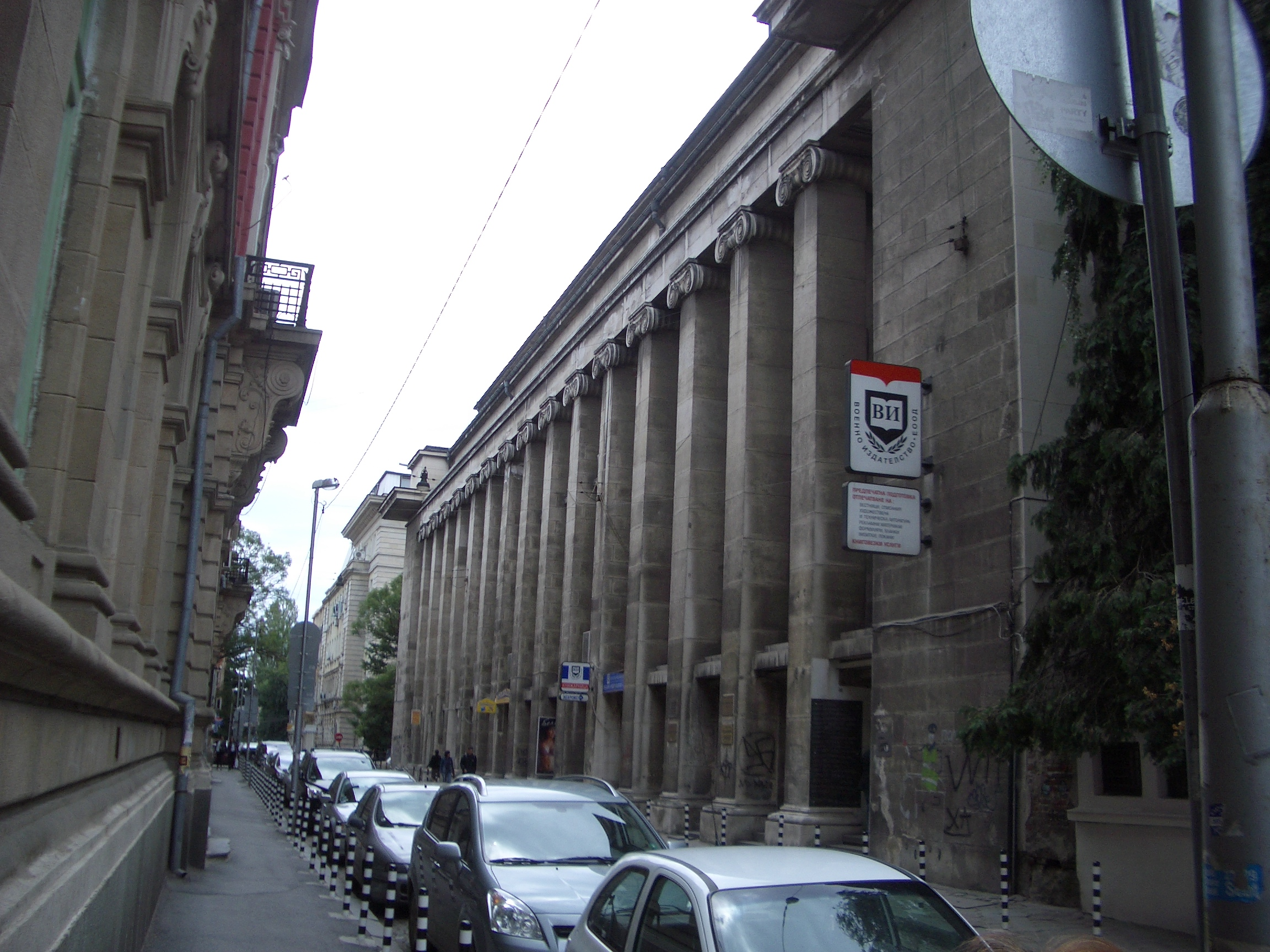
здание Военного издательства в Софии (24 июня 2010)

«Военно издателство» — государственное издательство Болгарии, которое находится на балансе министерства обороны Болгарии. Специализируется на выпуске военной литературы.

## История
Создано приказом военного министра № 234 от 28 апреля 1888 года для издания журнала «Военен журнал».
В 1890 году было переименовано в «Военно-издателски фонд», в 1912 году — в «Военно книгоиздателство», в 1914 году — снова в «Военно-издателски фонд», в 1921 году — в «Армейски книгоиздателски фонд».
26 декабря 1947 года правительством Народной Республики Болгарии были национализированы банки страны, после чего здание одного из столичных банков было передано издательству. Построенное по проекту архитектора Г. Овчарова, здание (София, ул. «Иван Вазов», 12) является памятником архитектуры.
В 1951 году предприятие получило новое название — «Държавно военно издателство», в 1976 г. было переименовано в «Военно издателство», в 1991 году — в Военно издателство «Георги Победоносец», с 1999 года — «Военно издателство» ЕООД.